# (4479) Charlieparker
(4479) Charlieparker es un asteroide perteneciente al cinturón de asteroides, descubierto el 10 de febrero de 1985 por Henri Debehogne desde el Observatorio de La Silla, Chile.

## Designación y nombre
Designado provisionalmente como 1985 CP1 . Fue nombrado Charlieparker en honor al saxofonista y compositor estadounidense de jazz Charlie Parker.

## Características orbitales
Charlieparker está situado a una distancia media del Sol de 2,753 ua, pudiendo alejarse hasta 3,034 ua y acercarse hasta 2,473 ua. Su excentricidad es 0,101 y la inclinación orbital 5,311 grados. Emplea 1669 días en completar una órbita alrededor del Sol.

## Características físicas
La magnitud absoluta de Charlieparker es 12,9. Tiene 6,883 km de diámetro y su albedo se estima en 0,31. Está asignado al tipo espectral S según la clasificación SMASSII.